# العلاقات اللاوسية الليبية
العلاقات اللاوسية الليبية هي العلاقات الثنائية التي تجمع بين لاوس وليبيا.

## مقارنة بين البلدين
هذه مقارنة عامة ومرجعية للدولتين:
| وجه المقارنة                                              | لاوس        | ليبيا                                       |
| --------------------------------------------------------- | ----------- | ------------------------------------------- |
| المساحة (كم2)                                             | 236.80 ألف  | 1.76 مليون                                  |
| عدد السكان (نسمة)                                         | 6.86 مليون  | 6.37 مليون                                  |
| الكثافة السكانية (ن./كم²)                                 | 28.97       | 3.62                                        |
| العاصمة                                                   | فيينتيان    | طرابلس                                      |
| اللغة الرسمية                                             | اللغة اللاو | اللغة العربية، اللغة العربية الفصحى الحديثة |
| العملة                                                    | كيب لاوي    | دينار ليبي                                  |
| الناتج المحلي الإجمالي (بليون دولار)                      | 16.85 مليار | 50.98 مليار                                 |
| الناتج المحلي الإجمالي (تعادل القوة الشرائية) بليون دولار | 38.71 مليار | 69.32 مليار                                 |
| الناتج المحلي الإجمالي الاسمي للفرد دولار أمريكي          | 1.82 ألف    |                                             |
| الناتج المحلي الإجمالي للفرد دولار أمريكي                 |             | 15.60 ألف                                   |
| مؤشر التنمية البشرية                                      | 0.575       | 0.724                                       |
| رمز المكالمات الدولي                                      | +856        | +218                                        |
| رمز الإنترنت                                              | .la         | .ly                                         |
| المنطقة الزمنية                                           | ت ع م+07:00 | ت ع م+02:00، توقيت شرق أوروبا               |

## منظمات دولية مشتركة
يشترك البلدان في عضوية مجموعة من المنظمات الدولية، منها:
| علم المنظمة | اسم المنظمة                        | تاريخ انضمام لاوس | تاريخ انضمام ليبيا |
| ----------- | ---------------------------------- | ----------------- | ------------------ |
|             | منظمة حظر الأسلحة الكيميائية       | ?                 | ?                  |
|             | البنك الدولي للإنشاء والتعمير      | 5 يوليو 1961      | 17 سبتمبر 1958     |
|             | الأمم المتحدة                      | 14 ديسمبر 1955    | 14 ديسمبر 1955     |
|             | منظمة الشرطة الجنائية الدولية      | ?                 | ?                  |
|             | وكالة ضمان الاستثمار متعدد الأطراف | 5 أبريل 2000      | 5 أبريل 1993       |
|             | يونسكو                             | 9 يوليو 1951      | 27 يونيو 1953      |
|             | مؤسسة التنمية الدولية              | 28 أكتوبر 1963    | 1 أغسطس 1961       |
|             | مؤسسة التمويل الدولية              | 29 يناير 1992     | 18 سبتمبر 1958     |

## وصلات خارجية
- موقع وزارة الخارجية الليبية